# Henry Clifford (1er comte de Cumberland)
Henry Clifford, 1er comte de Cumberland (1493 - 22 avril 1542) est un membre de la Famille Clifford qui a son siège au château de Skipton, dans le Yorkshire de 1310 à 1676.

## Biographie
Il est né au Château de Skipton, fils de Henry Clifford (10e baron Clifford) (en) et de sa femme Anne St John, fille de John St John de Bletso par sa première femme Alice Bradshaigh,.
Dans sa jeunesse, Clifford passe du temps à la cour du roi Henri VIII et est fait chevalier lors du couronnement d'Henri en 1509. Il est ensuite nommé shérif du Yorkshire en 1522 et est shérif héréditaire de Westmorland à la mort de son père en 1523. Dans le cadre des plans du roi Henri VIII pour la défense de la frontière écossaise, il est créé comte de Cumberland le 18 juin 1525 et nommé Gardien des Marches et gouverneur du château de Carlisle. Remplacé par William Dacre (3e baron Dacre), il est réintégré au poste en 1534 après que Dacre ait été accusé de trahison. Pendant le Pèlerinage de Grâce, il reste fidèle à la couronne et est assiégé à Skipton par les rebelles. Il est fait chevalier de la jarretière par un roi reconnaissant Henri VIII en 1537.

## Mariages et descendance
Il se marie deux fois avec :
- Margaret Talbot (décédée avant 1516), fille de George Talbot (4e comte de Shrewsbury) et d'Anne Hastings, fille de William Hastings, 1er baron Hastings et de Katherine Neville.
- Margaret Percy, fille de Henry Percy (5e comte de Northumberland) et de Catherine Spencer, fille de Robert Spencer de Spencer Combe, Devon. De Margaret Percy, il a sept enfants, dont :
  - Henry Clifford (2e comte de Cumberland), fils aîné et héritier, qui épouse Eleanor Brandon, une nièce du roi Henri VIII[5]
  - Catherine Clifford (1513-1598) une récusante notable[6] qui épouse John Scrope, 8e baron Scrope de Bolton, et ensuite Sir Richard Cholmondely [7].

Il meurt en 1542 et est enterré dans l'église de Skipton, où son monument existe toujours.